# Dominik Löscher
Dominik Löscher (* 30. März 1877 in Wien; † 1. November 1941 in München) war ein österreichischer Schauspieler.

## Leben
Löscher begann in Baden bei Wien seine Schauspielkarriere. Anschließend war er am Staatstheater am Gärtnerplatz, dem Münchner Volkstheater und den Münchner Kammerspielen. Löscher war ab 1924 für den Hörfunk in Bayern tätig. Mit Karl Meixner übernahm er 1930 für ein Jahr die Direktion des Landestheaters Linz. Der Sänger, Schauspieler und Moderator Hans Löscher (1911–1999) war sein Sohn.
Dominik Löscher liegt auf dem alten Teil des Münchner Waldfriedhofs an der Fürstenrieder Straße 288 (Lage 210-2-101) begraben.

## Filmografie
- 1919: Der Tod von Phaleria
- 1919: Lyas Flirt mit dem Heiligen
- 1921: Die Flucht ins Jenseits oder Die dunkle Gasse von New York
- 1923: Die graue Macht
- 1923: Das alte Gesetz
- 1930: Glühende Berge – Flammendes Herz
- 1932: Der Feldherrnhügel
- 1932: Die verkaufte Braut
- 1936: Diener lassen bitten